# Карнаватка (Кривий Ріг)
Карнава́тка — поселення на північ від історичного центру Кривого Рогу у Центрально-Міському районі міста.

## Загальні відомості
На Карнаватці курсують автобуси № 247 (Через вул. Шевченка) та № 246 (Через вул. Українська) До повномасштабної війни існував маршрут № 275.

## Географія та демографія Карнаватки
У 1892 р. існувало 4 двори, мешкало 60 осіб. На станції — 2 двори, мешкало 20 осіб. Згодом побудована лазня на 150 осіб. На початок XX ст. мешкало 350 залізничників. Землю під забудову захоплювали без дозволу влади. Селище одержало назву Нахаловка.
У 1915 р. побудований великий громадський будинок, який належав товариству тверезості. Центр ярмарок і базарів. Вулиці формувалися в 30-х, 50-70-х рр. Площа 15 тис. га. Має 80 вулиць, мешкає 8930 осіб.
Через Карнаватку протікає річка Саксагань, біля Карнаватки є кар'єр Південний (на фото) 

## Історія
Виникло в 1860-х рр. XIX століття як село. Відносилася до Верхньодніпровського повіту Катеринославської губернії.  
17 червня 1875 року відбулися збори громади Карнаватки, на яких було вирішено передати на 30 років в оренду 21 десятини карнаватської громадської землі верхньодніпровському поміщику Олександру Полю. Поль запропонував купити землю у вічне володіння по 20-30 карбованців за десятину за родючу землю і 7 карбованців за неродючу землю. До того ж він щорічно переводив 200 карбованців громаді Карнаватки й згодом збільшив до 2500 карбованців.  
Розвиток Карнаватки почався з будівництва залізничної станції "Карнаватка" 1884 року. 
Отримавши значні фінанси карнаватська громада вирішила побудувати православний храм. Щорічно від кожного господарства Карнаватки виділяли кошик яєць для розчину на будівництво церкви. Вважається що Свято-Покровська церква (вул. Українська, 228) Була посвячена 1 жовтня 1886 року. Її висота 29 м, довжина 34 м і ширина 21 м. Розпис був зроблений Омеляном Кручинином.
Вважається, що закриття церкви відбулося 1926 року з причини її популярності не тільки серед робочого люду, але і в міліціонерів, і червоноармійців (скарга 1923 року). 
1930 року були зняті та перетоплений на Криворіжсталі дзвони. Перед війною тут було сховище. За німецької окупації храм поновив діяльність, що зупинилась за часів Хрущова. 25 квітня 1964 року будівлю підірвали. У 2000 році храм відбудували за проєктом зменшеної копії.
У 1941 році, під час Великої Вітчизняної війни, Карнаватка була окупована німецько-фашистськими військами. Протягом окупації, яка тривала до 1944 року, місцеве населення піддавалося жорстоким репресіям та примусовим роботам. Німецька адміністрація експлуатувала природні багатства регіону для потреб військової промисловості. Звільнення Карнаватки від окупантів сталося у 1944 році, коли Червоноармійці звільнили Кривий Ріг та прилеглі райони.
Неподалік дев'ятиповерхового будинку розташоване товариство з обмеженою відповідальністю, яке стало частиною Українського товариства сліпих (УТОС). Це товариство базується на Карнаватці з початку 60-х років XX століття.

## Зсуви ґрунту на Карнаватці
Поселення межує з закритими рудниками Кірова і Дзержинського. Вироблення покладів залізної руди під Карнаваткою викликало просадку землі. Хати в Карнаватці почали руйнуватися від тривалої просадки ґрунту. З 1970-их років почалося відселення мешканців. «Кривбасгідрозахист» почав відкачувати воду, щоб запобігти підтопленню центру Кривого Рогу. Масове відселення мешканців поселення почалося у 2004 році через підприємство «Кривбасшахтозакриття».